# Бонмазон
Бонмазон (фр. Bonnemazon) насеље је и општина у јужној Француској у региону Миди Пирене, у департману Горњи Пиринеји која припада префектури Бањер де Бигор.
По подацима из 2011. године у општини је живело 79 становника, а густина насељености је износила 15,8 становника/km². Општина се простире на површини од 5 km². Налази се на средњој надморској висини од 400 метара (максималној 513 m, а минималној 307 m).

## Демографија
| 1962. | 1968. | 1975. | 1982. | 1990. | 1999. | 2011. |
| ----- | ----- | ----- | ----- | ----- | ----- | ----- |
| 107   | 111   | 95    | 98    | 82    | 73    | 79    |

График промене броја становника у току последњих година